# Chezal-Benoît
Chezal-Benoît ist eine französische Gemeinde mit 762 Einwohnern (Stand: 1. Januar 2022) im Département Cher in der Region Centre-Val de Loire; sie gehört zum Arrondissement Saint-Amand-Montrond und zum Kanton Châteaumeillant. Die Einwohner werden Casalais genannt.

## Geographie
Chezal-Benoît liegt etwa 35 Kilometer südwestlich von Bourges am Flüsschen Nouzet, das zum Arnon entwässert. Umgeben wird Chezal-Benoît von den Nachbargemeinden Ségry im Norden, Mareuil-sur-Arnon im Nordosten und Osten, Saint-Baudel und Villecelin im Osten, La Celle-Condé im Südosten, Saint-Hilaire-en-Lignières im Süden, Pruniers im Süden und Westen sowie Saint-Aubin im Nordwesten.

## Bevölkerungsentwicklung
| Jahr                       | 1962 | 1968 | 1975 | 1982 | 1990 | 1999 | 2008 | 2019 |
| Einwohner                  | 1436 | 1526 | 1447 | 1315 | 1212 | 977  | 859  | 823  |
| Quellen: Cassini und INSEE |      |      |      |      |      |      |      |      |

## Sehenswürdigkeiten
- Kloster und Kirche Saint-Pierre von 1093, seit 1908/1937/1994 Monument historique
- Reste des Schlosses
- Windmühle

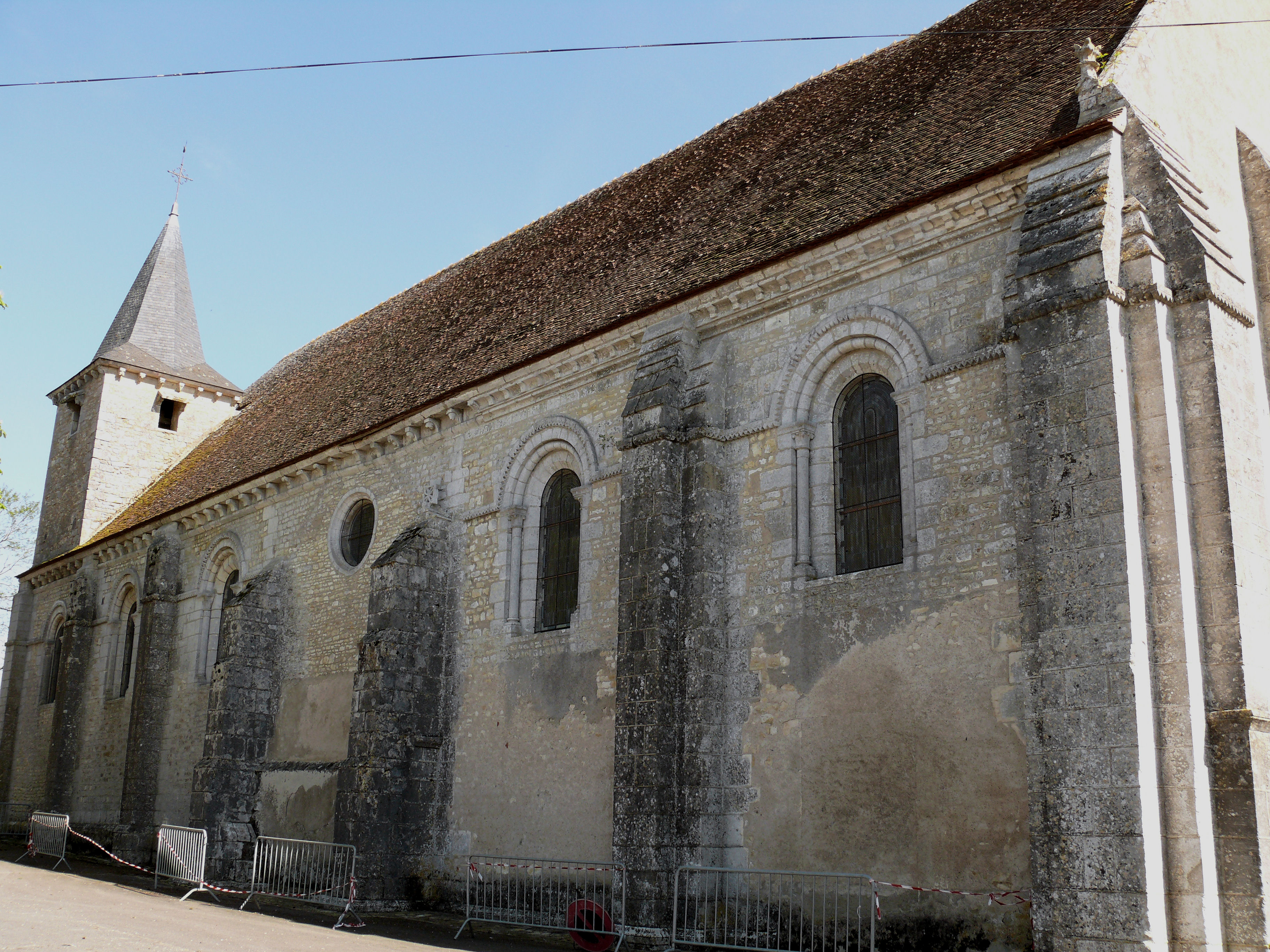
Klosterkirche Saint-Pierre
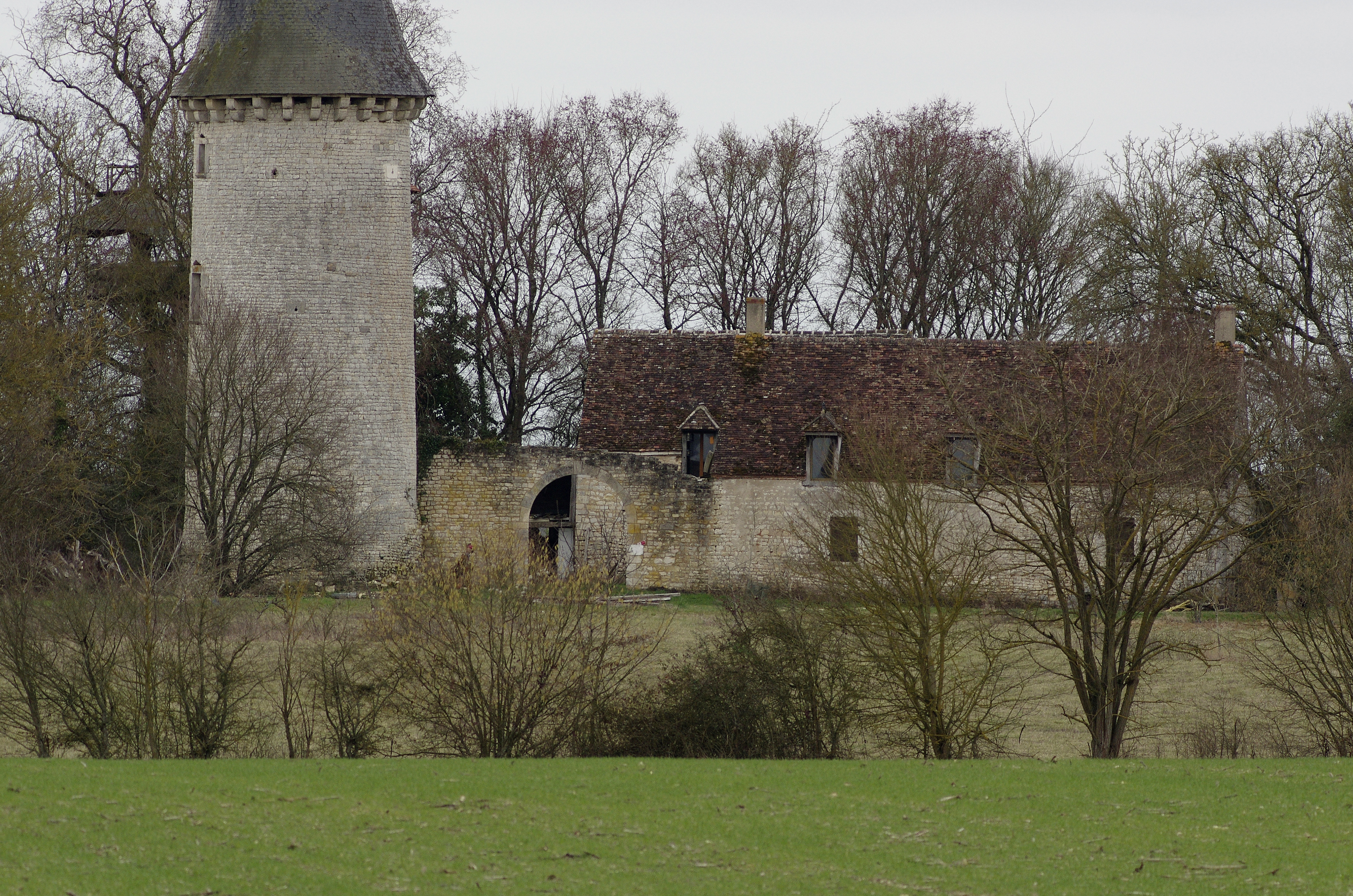
Reste des Schlosses